# 费斗斤
费斗斤（?—?），即吐谷浑斤，吐谷浑第十二代君主拾寅的儿子。
473年，北魏太上皇帝拓跋弘派长孙观率军攻打吐谷浑。延兴四年二月辛亥（474年3月13日），拾寅派儿子费斗斤作为侍子，并献上地方特产，拓跋弘封费斗斤为永安王。他的儿子永安王吐谷浑仁。吐谷浑仁之女嫁给了武昌王元鑒。